# Giampiero Dalle Vedove
Giampiero Dalle Vedove, noto anche come Giampietro Dalle Vedove (Cremona, 24 agosto 1946 – Alessandria, 9 marzo 2016), è stato un calciatore italiano, di ruolo centrocampista.

## Carriera
Ha disputato dieci campionati di Serie B con le maglie di Alessandria (in due differenti periodi), Foggia, Perugia, Bari e Varese e Pistoiese, per complessive 282 presenze e 24 reti.

## Palmarès

### Competizioni nazionali
- Campionato italiano Serie C: 2

Alessandria: 1973-1974 (girone A)
Pistoiese: 1976-1977 (girone B)